# Tutufa oyamai
Ốc tù và gai (tên khoa học Tutufa oyamai) là một loài ốc biển, là động vật thân mềm chân bụng sống ở biển trong họ Bursidae.
Loài ốc này có ở vùng biển Việt Nam.